# Andrea Modin Engesæth
Andrea Modin Engesæth (* 6. Juli 2001 in Tønsberg) ist eine norwegische Leichtathletin, die im Mittelstrecken- und Hindernislauf an den Start geht.

## Sportliche Laufbahn
Erste Erfahrungen bei internationalen Meisterschaften sammelte Andrea Modin Engesæth im Jahr 2019, als sie bei den U20-Europameisterschaften in Borås mit 4:27,78 min in der ersten Runde im 1500-Meter-Lauf ausschied. 2021 belegte sie dann bei den U23-Europameisterschaften in Tallinn in 10:03,50 min den vierten Platz über 3000 m Hindernis und verzichtete anschließend auf einen Start über 5000 Meter. Bei den Crosslauf-Europameisterschaften 2022 in Turin gelangte sie mit 21:00 min auf den zwölften Platz im U23-Rennen. Bei den Crosslauf-Europameisterschaften 2024 in Antalya landete sie nach 27:42 min 52. im Einzelbewerb und im Jahr darauf wurde sie bei den World University Games in Bochum in 9:55,67 min Elfte im Hindernislauf.
2020 wurde Modin Engesæth norwegische Meisterin über 3000 m Hindernis und 2024 wurde sie Landesmeisterin im Crosslauf.

## Persönliche Bestleistungen
- 1500 Meter: 4:23,06 min, 3. September 2020 in Oslo
- 3000 Meter: 9:20,01 min, 30. Mai 2020 in Tønsberg
  - 3000 Meter (Halle): 9:33,93 min, 9. Februar 2020 in Helsinki
  - 5000 Meter (Halle): 16:00,99 min, 4. Dezember 2021 in Boston (norwegischer Rekord)
- 3000 m Hindernis: 9:55,67 min, 27. Juli 2025 in Bochum